# Saltdal
Saltdal este o comună din provincia Nordland, Norvegia.